# Christian Burchard

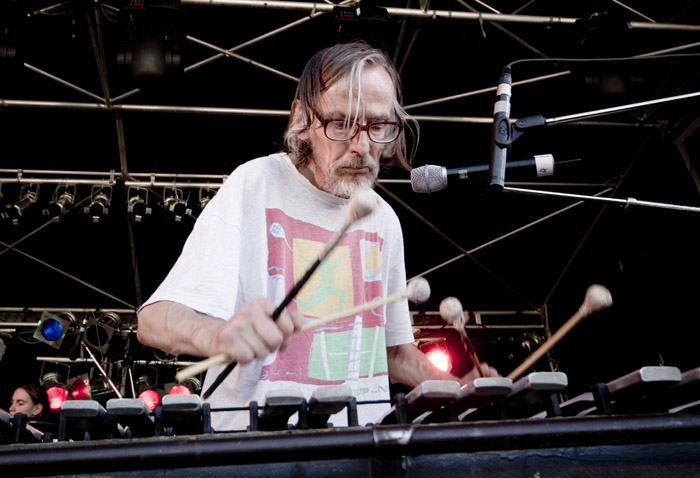
Christian Burchard, Finkenbach Festival 2011

Christian Burchard  (* 17. Mai 1946 in Hof, Bayern; † 17. Januar 2018) war ein deutscher Multiinstrumentalist und Komponist. Er spielte Vibraphon, Schlagzeug, Santur und Orgel.

## Werdegang
Burchard erhielt zunächst klassischen Klavierunterricht, bevor er zur Posaune wechselte, um dann den Jazz und das Vibraphon zu entdecken. Er war in den 1960er Jahren zunächst als Jazzmusiker aktiv, gründete das Contemporary Trio mit Dieter Serfas und Edgar Hoffmann und tourte mit Mal Waldron. 1969 wechselte er zum Schlagzeug und gründete mit Edgar Hoffmann die Fusiongruppe Embryo, mit der er zumeist spielte. Gelegentlich trat er auch mit Missus Beastly und Checkpoint Charlie auf. Er galt als einer der Pioniere der Weltmusik in Europa. 2008 erhielt er mit seiner Band Embryo den deutschen Weltmusikpreis Ruth beim TFF in Rudolstadt. Mit Okay Temiz, Arto Tunçboyacıyan und Ramesh Shotham trat er unter dem Bandnamen Ethno Leaders auf.
Im Sommer 2016 erlitt Burchard 70-jährig einen Schlaganfall, der seine aktive Musikerlaufbahn beendete. In der Band übernahm daraufhin seine Tochter Marja (* 1985) seine Rolle.
Er starb am 17. Januar 2018.

## Diskografie
Mit Embryo veröffentlichte Tonträger siehe Embryo
- 1967: For Eva (mit Mal Waldron und späteren Embryo-Musikern)[6][7]
- 1969: Phallus Dei (mit Amon Düül II)
- 1987: Between Dusk and Dawn  (mit Rabih Abou-Khalil)
- 1990: Duo Solo Quartett (mit Mal Waldron)
- 1996: Berlin Istanbul (mit MT Wizzard)